# Antictenia punctunculus
Espèce
Antictenia punctunculus est une espèce de lépidoptères (papillons) de la famille des Geometridae.
On la trouve en Australie.